# 比爾利夫卡 (伯沙德區)
48°22′31″N 29°27′47″E / 48.37528°N 29.46306°E
比爾利夫卡（烏克蘭語：Бирлівка）是位於烏克蘭西部文尼察州裏海辛區的村莊，始建於1600年，面積61.8平方公里，海拔高度167米，人口1,998。